# 971. grenadirski polk (Wehrmacht)
971. grenadirski polk (izvirno nemško 971. Grenadier-Regiment; kratica 971. GR) je bil pehotni polk Heera v času druge svetovne vojne.

## Zgodovina
Polk je bil ustanovljen novembra 1943 za 364. pehotno divizijo, a so polk še med ustanavljanjem razpustili.